# Wing Commander
Wing Commander (también conocido como Wing Commander 1 o WC1) es el primero de la serie de videojuegos de simulación espacial Wing Commander, creada por Chris Roberts. El juego fue lanzado para PC, primero para MS-DOS en 1990, y después fue adaptado a las plataformas Amiga CD32, Sega Mega-CD (256 colores), Mega-CD y SNES. En 1996 el juego fue adaptado al entorno Windows 95, formando así parte de la compilación Wing Commander: The Kilrathi Saga. En 2007 la versión de SNES fue adaptada a la videoconsola PlayStation Portable.
En 1991 Wing Commander ganó el premio Computer Gaming World como juego del año.
Lanzado por Origin Systems en 1990, Wing Commander es un simulador de combate espacial ambientado en un ficticio año 2654, en el que el protagonista (el jugador), junto al ejército multinacional de la Confederación Terrestre, combate en el espacio a una raza felina conocida como Kilrathi en el sector Vega. El desempeño del jugador en la campaña determinará el rumbo de la guerra, en el curso de la cual podrá ganar medallas o promociones de rango. El éxito o fracaso en misiones clave decidirán el progreso del piloto.

## Sinopsis

### Wing Commander
El jugador toma el rol de un piloto sin nombre al bordo del TCS Tiger's Claw (Garra de Tigre), Portanaves clase Bengal. El jugador da nombre e Indicativo al piloto cuyo sobrenombre dado por el personal de Origin es Bluehair, rápidamente asciende en el escalafón del ala de vuelo y (suponiendo que se desempeñe excelente) eventualmente dirigirá un ataque en contra de la base estelar Kilrathi ubicado en el sistema Venice; pero en caso contrario, las misiones se volverán cada vez más defensivas hasta el punto que el Tiger Claw se vea obligado a abandonar el sector Vega.
Siguiendo el final bueno, el juego tuvo dos expansiones así como su secuela llamada Wing Commander III: Heart of the Tiger.

### Wing Commander:Secret Missions
Wing Commander: Secret Missions fue una campaña de expansión para el WC1, añade nuevas misiones, nuevas naves y nueva historia, e incremento en la dificultad. Este juego fue lanzado para el SNES como un cartucho aparte.
El Tiger Claw en maniobras en el sistema Goddard, recibe una llamada de socorro de la colonia Goddard. Cuando llega, sin embargo, no queda más que ruinas y cadáveres, un cuarto de millón de colonos han sido asesinados. La Confederación se da cuenta de que este es el trabajo de una nueva arma Kilrathi, el "arma Graviton", que es capaz de aumentar el poder de la gravedad en más de un centenar de veces. El trabajo inteligente de la tripulación del Claw y los pilotos les permite capturar una nave correo Kilrathi, que revela que esta arma se monta en una clase completamente nueva de la nave; el CNC nombre clave del acorazado de clase Sivar, el dios de la guerra Kilrathi. Bluehair dirige el ataque en contra de Sivar y lo destruye en el sistema Vigrid, por razones inexplicables, las naves de armamento nunca se volvieron a ver.

### Wing Commander:Secret Missions 2
Es la segunda expansión para el WC1, añade nuevas misiones, nueva historias, más misiones difíciles y dos nuevos pilotos de flanco.
El Tiger Claw se encuentra en el sistema Firekka, cuyas formas nativas de vida inteligente - los Firekkans parecido a pájaros - están negociando para unirse a la Confederación Terran. Las tensiones son altas, y sólo se conseguirá una vez. Hay una inusual presencia Kilrathi en el área, incluyendo sus naves actualizadas Dralthi II y que nunca se han visto antes: el caza pesado de clase Hhriss y el Porta aeronaves acorazado clase Snakeir. Esta presencia se convierte en un grupo de batalla masiva, y aunque los Firekkans firman los artículos a la confederanción, la inferioridad numérica terranos no tienen más remedio que retirarse. Agregando a la confusión, un señor Kilrathi, Ralgha nar Hhallas, con su crucero Fralthi de clase, el Nik'hra Ras, y la se reblea contra el Imperio en la colonia Kilrathi de Ghorah Khar. Por último, casi pasado por alto en todo el caos, el mayor Kien "Bossman" Chen se pierde durante el vuelo con su piloto de flanco Jeannette Devereaux, el CS Austin transfiere dos pilotos, tenientes Zachary "Jazz" Colson y Etienne "Doomsday" Montclair. Todo esto sucede en los primeros seis misiones del juego.